# Emilio Bello
Emilio Bello Codesido (Santiago, 31 de julio de 1868 - Santiago, 3 de marzo de 1963) fue un abogado, diplomático y político liberal chileno, que ejerció temporalmente el mando de su país por dos meses en 1925, luego de que el 23 de enero fuese derrocado Luis Altamirano Talavera (presidente de la Junta de Gobierno). Su breve mandato culminó con la vuelta al gobierno de Arturo Alessandri Palma, quién culminó su exilio desde Italia y Francia. 
En 1937, mientras se desempeñaba en la cartera de Defensa Nacional, fue propuesto como candidato presidencial por el otra vez presidente Alessandri (1932-1938), de cara a las futuras elecciones que caían el año entrante. Sin embargo, Gustavo Ross, liberal y ministro de Hacienda, que entonces se encontraba en Europa, se antepuso a dicha maniobra frustrando los planes del León de Tarapacá. Ante aquello, Alessandri no escondió su frustración frente a un inminente triunfo del candidato del Frente Popular (FP), Pedro Aguirre Cerda, el cual se materializó el día 12 de noviembre, una vez que Ross declina en su reclamo de "fraude electoral".
Desde 1894 hasta 1906, fue durante cuatro periodos consecutivos diputado de la República en representación de Casablanca y Valparaíso. Posteriormente sería ministro de Estado en las primeras décadas del siglo XIX, funcionando bajo las presidencias de Federico Errázuriz Echaurren, Germán Riesco y Arturo Alessandri, de este último fue ministro del Interior de manera subrogante y, ministro de Relaciones Exteriores, Culto y Colonización en dos de las cuatro ocasiones que ocupó la titularidad. Diplomáticamente sirvió como embajador de Chile en Bolivia y México.

## Primeros años de vida

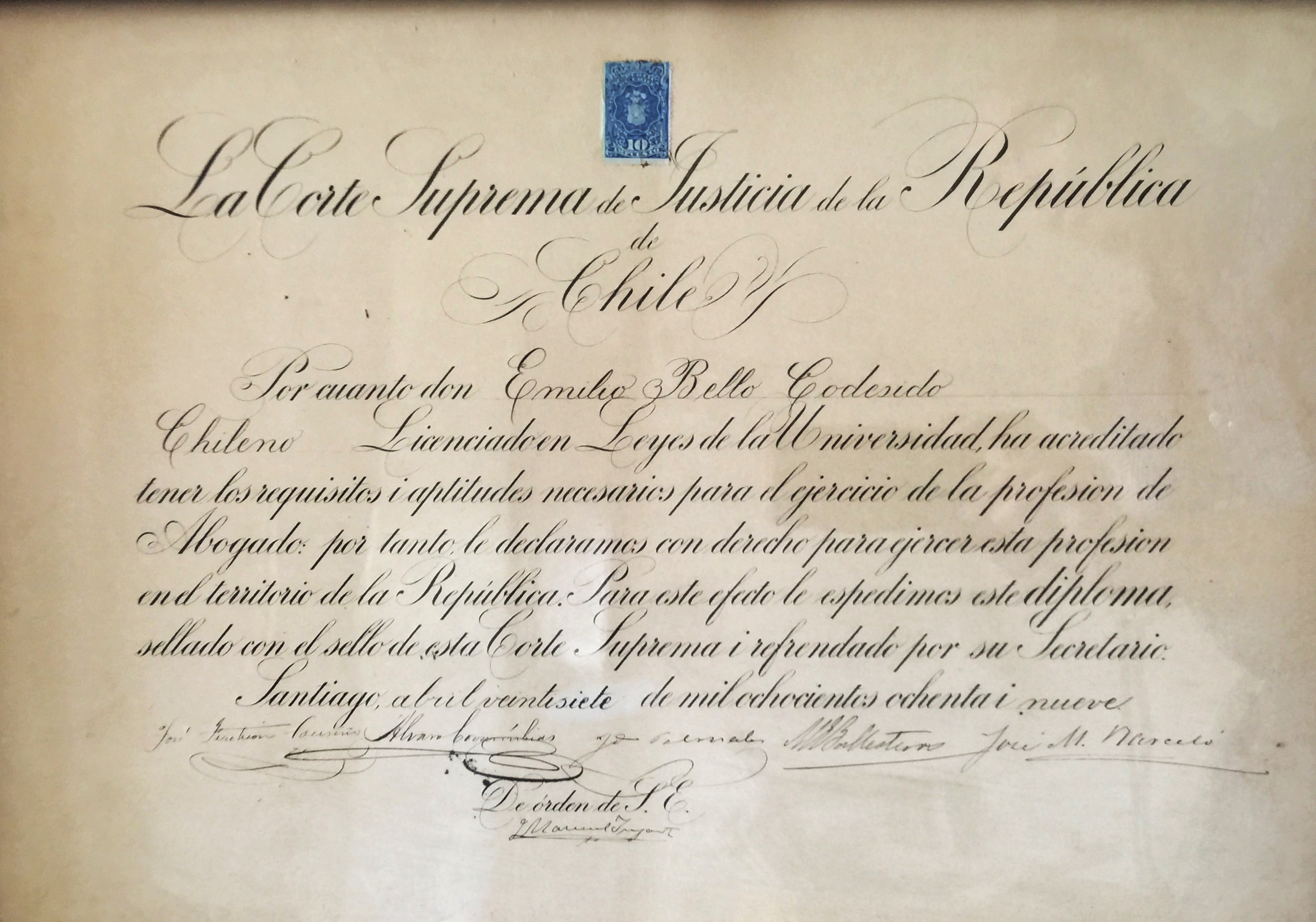
Título de abogado, el 27 de abril de 1889.

Nacido en Santiago de Chile el 31 de julio de 1868, hijo de Andrés Ricardo Bello Dunn y de Matilde Codesido y Oyagüe. Fue nieto paterno del filósofo, diplomático y poeta venezolano Andrés Bello. Realizó sus estudios primarios en el Colegio Inglés y los secundarios el Instituto Nacional. Continuo los superiores en la Universidad de Chile, donde juró y recibió el 27 de abril de 1889 el título de abogado.

### Matrimonio
Se casó con Elisa Balmaceda de Toro, hija del presidente de la República, José Manuel Balmaceda Fernández, y no tuvieron hijos. Como yerno de Balmaceda, tuvo problemas, que le ocasionaron el exilio en 1891.

## Carrera política
A la edad de 16 años ingresó al Ministerio de Guerra y Marina. Se inició en la carrera administrativa, como supernumerario del ministerio y llegó a ser subsecretario, cargo que tuvo que dejar en 1891, debido a la revolución de aquel año. En 1890 fue nombrado miembro y secretario de la Comisión encargada de preparar un proyecto de Código Penal Marítimo (CPM); trabajó en esto con Luis Claro Solar y Ernesto A. Hübner.
Posterior a 1891 se dedicó a colaborar en la organización del Partido Liberal Democrático (PLD) y desde 1893 tuvo participación activa en él; figuró con los cargos de director, secretario general y presidente de su partido.
Fue nombrado ministro de Industria y Obras Públicas, sirviendo desde el 14 de abril hasta el 5 de noviembre de 1898; ministro de Justicia e Instrucción Pública, desde el 14 de octubre de 1900 hasta el 3 de noviembre del mismo año; ministro de Relaciones Exteriores, Culto y Colonización, desde el 3 de noviembre de 1900 hasta el 23 de febrero de 1901, todas las titularidades durante el gobierno de Federico Errázuriz Echaurren. Luego fue otra vez designado como ministro de Relaciones Exteriores, Culto y Colonización, desempeñándose desde el 12 de mayo hasta el 30 de octubre de 1904; y desde este día, fue llamado a asumir el Ministerio del Interior, dejando la oficina el 18 de marzo de 1905, ambos cargos durante la presidencia de Germán Riesco Errázuriz.
Diecinueve años después, durante el gobierno de Arturo Alessandri Palma, fue llamado una vez más al cargo de ministro de Relaciones Exteriores, Culto y Colonización, funcionando desde el 24 de julio de 1923 hasta el 11 de septiembre de 1924; paralelamente fue ministro del Interior en calidad de subrogante (s), entre el 9 y el 11 de septiembre de 1924. El 5 de septiembre de 1924, reasumió nuevamente el ministerio de Relaciones Exteriores, Culto y Colonización, dejándolo el 11 de septiembre de ese año.
El presidente en ejercicio de la Revolución de enero, Carlos Ibáñez del Campo, hizo entrega del mando supremo, la mañana del 27 de enero de 1925, a Emilio Bello Codesido, quien estaba en «La Moneda». Presidió la Junta de Gobierno -integrada por Pedro Pablo Dartnell y Carlos Ward-, el 27 de enero, entregándole el poder nuevamente al exiliado Alessandri, el 20 de marzo de 1925.
Arturo Alessandri lo posicionó en el Ministerio de Defensa Nacional, el 17 de febrero de 1933, manteniéndose en la cartera hasta el 11 de abril de 1938, durante las postrimerías de la segunda administración.

### Parlamentario
En el año 1894, resultó electo diputado por Valparaíso y Casablanca, por el período 1894-1897. Durante este período legislativo integró la Comisión Permanente de Guerra y Marina.
En las elecciones del mismo año, es reelecto diputado por Valparaíso y Casablanca, por el período 1897-1900. Integró la Comisión Permanente de Educación y Beneficencia; y fue diputado reemplazante en la Comisión Permanente de Constitución, Legislación y Justicia. Fue miembro de la Comisión Conservadora para el receso de 1899-1900.
Nuevamente electo diputado por Valparaíso y Casablanca, por el período 1900-1903. Integró la Comisión Permanente de Relaciones Exteriores. Aceptó una misión diplomática y el 22 de abril de 1901 se incorporó en su reemplazo, Enrique Vicuña Subercaseaux, electo por Valparaíso.
En las parlamentarias de 1903, fue por tercera vez reelecto diputado por Valparaíso y Casablanca, por el período 1903-1906. Fue presidente de la Cámara, entre el 2 de septiembre de 1903 y el 3 de junio de 1904. Integró y también presidió la Comisión Permanente de Relaciones Exteriores.

## Carrera diplomática
Fue ministro plenipotenciario de Chile en México y Repúblicas Centroamericanas, desde el 4 de marzo de 1901 hasta el 15 de diciembre de 1902. Delegado de Chile a la Segunda Conferencia Panamericana de México (1901-1902). Delegado a la Cuarta Conferencia Panamericana de Buenos Aires (1910). Delegado a la Quinta Conferencia Panamericana de Santiago (1923). Delegado a la Liga de las Naciones, entre 1925 y 1926 (durante vicepresidencias). Por último, fue ministro plenipotenciario de Chile en Bolivia en 1919, bajo el mandato de Juan Luis Sanfuentes.
En noviembre de 1927 emprendió otro viaje a Europa, pero esta vez, en compañía de su esposa.

### Otras actividades
Entre otras cosas, se dedicó también a escribir artículos contingentes y colaboró en diarios y revistas, aparte de algunos libros sobre derecho internacional, política internacional y otras materias. Fue académico correspondiente de la Real Academia de Ciencias Morales y Políticas de Madrid.
Sirvió para los gobiernos de los presidentes Pedro Montt y Ramón Barros Luco como consejero de Estado (1909-1912). También, fue presidente del Consejo de Gobierno Local y de la Segunda Comisión de Municipalidades de Valparaíso en 1919.
Asimismo, actuó como presidente de la Compañía Minera María Francisca de Huanuni, en 1923. Fue socio del Club de La Unión y otros. Falleció en su ciudad natal, Santiago, el 3 de marzo de 1963.

## Distinciones y condecoraciones
- Gran Cruz de la Orden de Isabel la Católica ( España, 17 de septiembre de 1925).[4]